# Bacchus ou Saint Jean Baptiste
Pour les articles homonymes, voir Bacchus (homonymie).
Bacchus est un tableau attribué à Léonard de Vinci ou à son atelier.
Actuellement conservé au musée du Louvre, à Paris, ce tableau aurait été peint entre 1517 et 1520 par un disciple  de Léonard de Vinci, probablement issu de son atelier, comme Francesco Melzi, d'après une composition du maître. Parmi les peintres lombards auxquels a pu être attribuée cette œuvre, on peut citer aussi Cesare da Sesto, Marco d'Oggiono ou Cesare Bernazzano.
Dans l’inventaire des biens d'un autre élève de Léonard, Gian Giacomo Caprotti, dit Salaì, rédigé en 1525, sont listées des copies d’après des créations du maître, dont un tableau d’un « grand saint Jean » qui pourrait être une version de la composition du Saint Jean-Baptiste du musée du Louvre. Ce tableau est mentionné pour la première fois en 1625 par Cassiano dal Pozzo au Château de Fontainebleau, comme une œuvre de Léonard de Vinci. Mais après sa restauration en 2019, le musée du Louvre a attribué le tableau à Melzi, plutôt qu'à Salai, héritier des seuls tableaux de la main de Léonard, en rapprochant plusieurs détails, comme les fleurs de la prairie, le paysage en arrière plan ou le corps du saint, du Vertumne et Pomone de la Gemäldegalerie de Berlin, et en estimant qu'il aurait été peint plus tardivement, vers 1517-1520 pour François Ier.

## Description

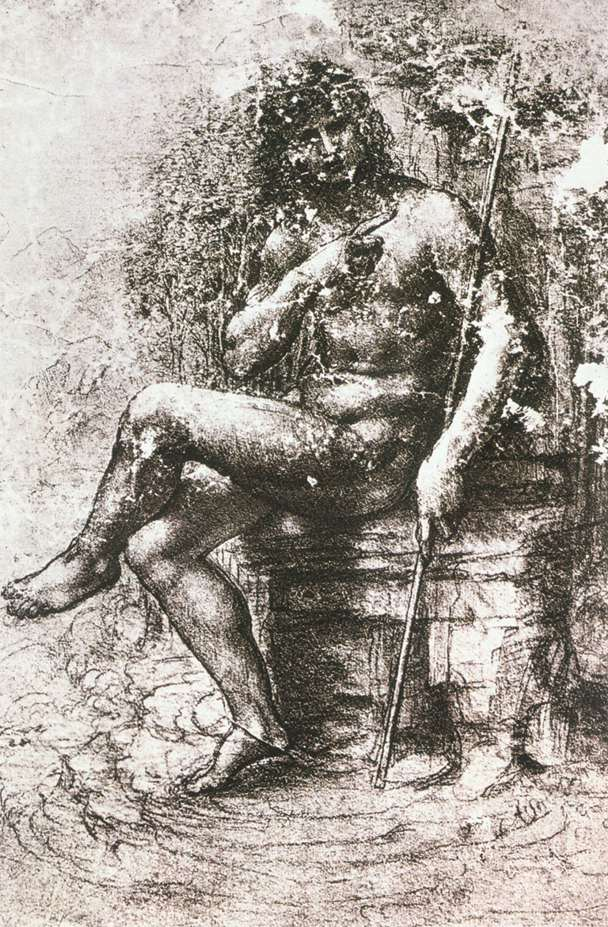
Étude de Léonard de Vinci pour le Saint Jean Baptiste

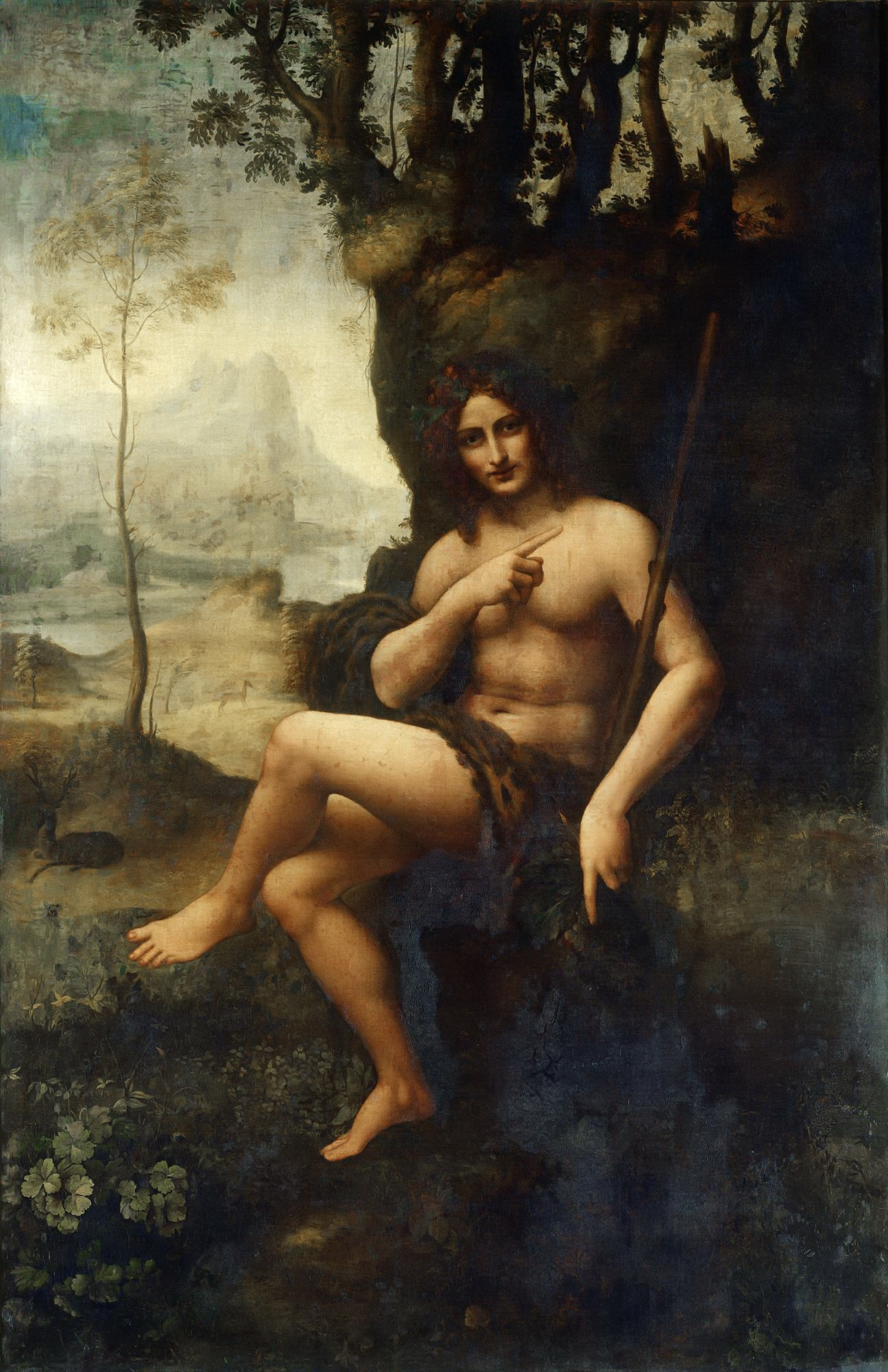
Le tableau avant restauration

Le tableau représente un homme avec des cheveux en guirlande et une peau de léopard, assis dans un paysage idyllique. Il pointe de sa main droite un thyrse qu'il tient dans sa main gauche. Il est très probable que le peintre italien Salai ait servi de modèle.
Le tableau représentait à l'origine Jean le Baptiste. À la fin du XVIIe siècle, entre 1683 et 1693, il a été transformé en Bacchus par l’ajout d'une couronne de lierre, d'une grappe de raisin et la modification de la croix en thyrse.